# Savoia 1908
Die Associazione Sportiva Dilettantistica Unione Sportiva Savoia 1908 ist ein italienischer Fußballverein aus Torre Annunziata in der Region Kampanien. Der Verein wurde 1908 gegründet und trägt seine Heimspiele im Stadio Alfredo Giraud aus, das Platz für 10.750 Zuschauer bietet. Savoia spielte bisher drei Jahre lang in der Serie B und ist derzeit in der Gruppe A der Eccellenza Kampanien, der fünfthöchsten Spielklasse in Italien, zu finden.

## Geschichte
Die Associazione Sportiva Dilettantistica Oplonti Pro Savoia wurde am 21. November 1908 in Torre Annunziata, einer Gemeinde mit heutzutage ungefähr 44.000 Einwohnern in der Metropolitanstadt Neapel in Kampanien gelegen, als AC Savoia gegründet. Den Namen Savoia erhielt der neu gegründete Verein in Anlehnung an das Haus Savoyen, eine Dynastie, die von 1861 bis 1946 die italienischen Könige stellte. Das Wappen des Hauses Savoyen wurde auch zum ersten Logo des AC Savoia, die Vereinsfarben wurden in Anlehnung an das Adelshaus zunächst auf rot und weiß festgesetzt.
In den ersten Jahren seines Bestehens arbeitete sich die AC Savoia schnell bis in die höchste Liga der Region Kampanien hoch, ehe 1920 der Aufstieg in die Prima Categoria, damals höchste Spielklasse in Italien, die damals noch nach Regionen unterteilt war, gelang. Hier verweilte der Verein einige Jahre und erzielte während dieser Zeit auch den bis heute größten Erfolg in der Vereinsgeschichte. In der italienischen Fußballmeisterschaft 1923/24 erreichte man überraschend das Finale, nachdem das Ausscheidungsspiel in der Südgruppe gegen Alba Roma mit 2:0 im Entscheidungsspiel gewonnen werden konnte. Im Endspiel wartete der Sieger der Nordgruppe, der CFC Genua. Gegen Genua war die AC Savoia unterlegen; mit 1:3 und 1:1 musste man das Finale um die italienische Meisterschaft verloren geben. Danach verschwand die AC Savoia ziemlich plötzlich in der Bedeutungslosigkeit des italienischen Fußballs. Als zur Saison 1929/30 die Serie A als eingleisige erste italienische Fußballliga gegründet wurde, fand man die AC Savoia nur mehr in der fünftklassigen Terza Divisione.
Bis zum Ende der faschistischen Diktatur in Italien vermochte es der ehemalige Vizemeister nicht mehr, über die drittklassige Serie C hinauszukommen. Erst ab 1946/47 spielte man wieder zweitklassig und hatte in diesem Jahr auch seine erste Saison überhaupt in der Serie B. Diese wurde auf einem respektablen sechsten Platz in der Girone C beendet. Im gleichen Jahr erfolgte die Umbenennung des Klubs in US Torrese, was bis 1955 beibehalten wurde. Nur ein Jahr nach der Umbenennung musste der Klub jedoch den Wiederabstieg in die Serie C hinnehmen, nachdem man nur Zwölfter in der Girone C der Serie B geworden war. Es folgten nun lange Jahre des unterklassigen Fußballs in Torre Annunziata, die mehr als ein halbes Jahrhundert andauern sollten. Erst zur Saison 1999/2000 schaffte der längst wieder in AC Savoia umbenannte Verein die Rückkehr in die Zweitklassigkeit. Man hatte zuvor in der Serie C1 den fünften Platz belegt und sich über den Weg der Playoffs gegen die US Palermo sowie die SS Juve Stabia den Aufstieg gesichert. Mit nur 29 erreichten Zählern stieg Savoia jedoch sogleich wieder ab. Nur ein Jahr später war die AC Savoia bankrott, es erfolgte der Neuanfang in der Eccellenza Campania. Nach einigen Jahren in der Serie D stieg man erneut in die Eccellenza ab, schaffte aber den direkten Wiederaufstieg. In der Saison 2013/14 wurde die AC Savoia 1908 Erster in der Girone I der Serie D und qualifizierte sich damit für die neu ins Leben gerufene Divisione Unica, seines Zeichens neue dritthöchste italienische Spielklasse.
Im Jahr 2015 wurde der Name des Vereins nach dem Vorbild von Campania Ponticelli in „Associazione Sportiva Dilettantistica Oplonti Pro Savoia“ geändert.

## Erfolge
- Italienische Vizemeisterschaft: 1× (1923/24)

- Prima Divisione: 1× (1937/38)

- Serie D: 4× (1964/65, 1969/70, 1989/90, 2013/14)

- Eccellenza Campania: 1× (2011/12)

## Ehemalige Spieler
- Daniele De Vezze
- Stefano Fanucci
- Giulio Migliaccio
- Sandro Porchia

## Ehemalige Trainer
- Luigi De Canio
- Riccardo Carapellese
- Comunardo Niccolai
- Bruno Pesaola